# Walhalla (roman)
Pour les articles homonymes, voir Walhalla (homonymie).
Walhalla (titre original : Valhalla Rising) est un roman policier américain de Clive Cussler paru en 2001.

## Résumé
Lors de son voyage inaugural, le Dauphin d’Émeraude, luxueux navire de croisière, prend soudainement feu et sombre. Dirk Pitt et une équipe de la NUMA, en expédition dans les parages, aperçoivent le brasier et parviennent à sauver une partie de l’équipage et des passagers. Étrangement, malgré la sophistication du navire, les systèmes d’alarme n’ont pas fonctionné et l’incendie semble s’être déclaré de façon tout à fait inexplicable. Dirk Pitt ne peut croire à un mauvais coup du sort. L’ingénieur de bord, génial inventeur d’un moteur à propulsion hydraulique, a péri dans la catastrophe, mais sa fille Kelly a survécu.
Dirk Pitt se retrouve confronté à une organisation internationale prête à tout pour mettre la main sur le brevet de ce moteur révolutionnaire. Meurtres, prises d’otages, attentats, combats aériens entre les tours de Manhattan, cette nouvelle aventure va mener notre héros au-delà de la réalité, sur les traces du légendaire capitaine Némo, jusqu’au Walhalla, le paradis des Vikings. Pourtant, malgré sa perspicacité légendaire, Dirk Pitt est loin d’imaginer la surprise qui l’attend.

## Personnages
- Dirk Pitt